# Енбек (Астраханский район)
Енбе́к (каз. Еңбек, до 2018 г. — Зареченка) — село в Астраханском районе Акмолинской области Казахстана. Входит в состав Староколутонского сельского округа. Код КАТО — 113655300.

## География
Село расположено на берегу реки Колутон, в северо-западной части района, на расстоянии примерно 34 километров (по прямой) к северо-западу от административного центра района — села Астраханка, в 1 километре к юго-востоку от административного центра сельского округа — села Старый Колутон.
Абсолютная высота — 286 метров над уровнем моря.
Ближайшие населённые пункты: село Старый Колутон — на северо-западе (через реку), станция Колутон — на юго-западе.
Севернее села проходит автомобильная дорога республиканского значения — М-36 «Граница РФ (на Екатеринбург) — Алматы, через Костанай, Астана, Караганда», южнее — Южно-Сибирская железнодорожная магистраль.

## Население
В 1989 году население села составляло 341 человек (из них казахи — основное население).
В 1999 году население села составляло 277 человек (142 мужчины и 135 женщин). По данным переписи 2009 года, в селе проживало 135 человек (79 мужчин и 56 женщин).
| Численность населения | Численность населения | Численность населения |
| 1989                  | 1999                  | 2009                  |
| --------------------- | --------------------- | --------------------- |
| 341                   | ↘277                  | ↘135                  |

## Улицы
- ул. Достык[6]